# Artículo en griego
El artículo (en griego antiguo τὸ ἄρθρον, to árthron; en  griego moderno το άρθρο, to árthro) es una partícula gramatical que en el idioma griego es usada para señalar, identificar o resaltar al sustantivo o un sintagma. 
En griego ático y en la koiné, sólo existe el artículo definido (en griego antiguo τὸ προτακτικὸν ἄρθρον, to protaktikón árthron; en  griego moderno το οριστικό άρθρο, to oristikó árthro). Este tenía tres géneros (masculino, femenino y neutro), tres números (singular, dual y plural) y cuatro casos (nominativo, acusativo, genitivo y dativo). No existía el artículo indefinido, aunque en koiné lo suplían en ocasiones los pronombres indefinidos.
En griego moderno el artículo definido conserva los tres géneros, pero ha perdido tanto el número dual como el caso dativo, al igual que ha sucedido en el resto de elementos morfológicos. El artículo indefinido (en  griego moderno το αόριστο άρθρο, to aóristo árthro) se ha formado a partir del numeral uno (ένας) y sólo existe en singular. En plural se suple ocasionalmente con los indefinidos κάτι (káti, «algo»), κάποιοι (kápii, «algunos») o μερικοί (merikí, «varios»).

## Declinación
El griego es una lengua flexiva, por lo que el artículo declina según el caso en que se encuentre. El artículo definido es una ayuda como patrón para la primera y segunda declinación de las palabras. 
| Caso       | Singular  | Singular | Singular | Plural    | Plural    | Plural    | Dual      |
| Caso       | Masculino | Femenino | Neutro   | Masculino | Femenino  | Neutro    | Común     |
| ---------- | --------- | -------- | -------- | --------- | --------- | --------- | --------- |
| Nominativo | ὁ ho      | ἡ hē     | τό to    | οἱ hoi    | αἱ hai    | τά ta     | τῶ tō     |
| Acusativo  | τόν ton   | τὴν tēn  | τό to    | τοὺϛ tous | τάϛ tās   | τά ta     | τῶ tō     |
| Genitivo   | τοῦ tou   | τῆϛ tēs  | τοῦ tou  | τῶν tōn   | τῶν tōn   | τῶν tōn   | τοῖν toin |
| Dativo     | τῷ tō     | τῇ tē    | τῷ tō    | τοῖϛ tois | ταῖϛ tais | τοῖϛ tois | τοῖν toin |

| Caso       | Singular    | Singular    | Singular | Plural    | Plural   | Plural  |
| Caso       | Masculino   | Femenino    | Neutro   | Masculino | Femenino | Neutro  |
| ---------- | ----------- | ----------- | -------- | --------- | -------- | ------- |
| Nominativo | ο o         | η i         | το to    | οι i      | οι i     | τα ta   |
| Acusativo  | το(ν) to(n) | τη(ν) ti(n) | το to    | τουϛ tus  | τιϛ tis  | τα ta   |
| Genitivo   | του tu      | τηϛ tis     | του tu   | των ton   | των ton  | των ton |

| Caso       | Singular      | Singular                | Singular  |
| Caso       | Masculino     | Femenino                | Neutro    |
| ---------- | ------------- | ----------------------- | --------- |
| Nominativo | ένας énas     | μία / μια mía / myá     | ένα éna   |
| Acusativo  | ένα(ν) éna(n) | μία / μια mía / myá     | ένα éna   |
| Genitivo   | ενός enós     | μίας / μιας mías / myás | ενός enós |